# Compra e venda de votos

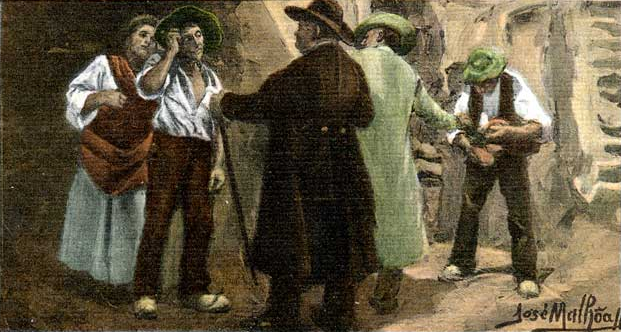
José Malhoa, "A compra do voto" (1904)

A aquisição ilícita de pleito, popularmente conhecida como compra de votos é uma prática eleitoral dolosa e ilícita, não necessariamente explícita, de adquirir votos em troca de bem ou vantagem de qualquer natureza, inclusive empregos, funções públicas, presentes e influências políticas. Esta é uma prática condenável dentro da política brasileira, muito embora haja relatos de sua aceitação desde o período da República Velha.
Durante o coronelismo[carece de fontes?] sua prática era conhecida como "voto de cabresto" e era absolutamente frequente. A população era controlada sob fiscalização e ameaças. Ofereciam a eles moradia, trabalho, troca de favores e até mesmo dinheiro como forma de pagamento. Para aqueles que não cumpriam o combinado, lhes restava a violência. 
Capangas enviados pelos coronéis iam até os locais de votação (currais eleitorais), [carece de fontes?] com objetivo de intimidar os eleitores e ganhar votos. Isso se tornava possível devido ao voto aberto, onde na época era a única forma de votação existente. A escolha de cada indivíduo era divulgada, o que causava pressão psicológica sobre os eleitores e fazia com que eles votassem nos candidatos indicados pelos coronéis. 
No início do século XX, não havia urna eletrônica, portanto os votos eram contabilizados através de pequenos pedaços de papel com o nome de um dos candidatos concorrentes, que eram depositados por cada eleitor na urna. Uma vez que a maior parte da população brasileira era analfabeta neste período, os coronéis tinham em suas mãos um grande poder de manipulação dos votos, entregando aos eleitores um papel já preenchido (muitas vezes apresentando um nome de candidato diferente do que o eleitor desejava).
Com o término do voto aberto esse tipo de situação deixou de existir. O voto fechado  deu ao cidadão a garantia da manifestação secreta, eliminando qualquer tipo de constrangimento, repressão ou interferência externa sobre a sua escolha. 
O Decreto n.º 21.076, de 24 de fevereiro de 1932, criado pelo Então presidente Getúlio Vargas, instituiu o primeiro Código Eleitoral do Brasil, que prevê no capítulo I, artigo 57, o voto secreto, como uma forma de erradicar, ou amenizar a compra de votos. Embora voto de cabresto e compra direta de votos sejam práticas comuns na República Velha e tenham perdido força com a urbanização da população, e com o sistema de voto secreto, ainda há regiões carentes no interior onde os votos são comprados por políticos com maior influência econômica.
De acordo com o Art. 41-A, da Lei das Eleições 9.504/1997, a conduta é punível com multa de mil a cinquenta mil Ufir (Unidade Fiscal de Referência), a cassação do registro ou diploma e a inelegibilidade por oito anos, segundo a alínea 'j' de dispositivo do artigo 1.º da Lei Complementar n.º 64/90 (Lei de Inelegibilidades), com as mudanças feitas pela Lei da Ficha Limpa (LC n.º 135/2010).  Também é uma conduta descrita como um dos crimes eleitorais, capitulado no artigo 299 do código eleitoral.

## Compra de votos nos dias atuais
Foram registrados 1.206 casos de compra de votos nas eleições do país em 2012 O nível de casos é predominante na cidade de Alagoinha, no estado do Piauí, visto que é a cidade brasileira com maior índice de analfabetismo (41,6% dos habitantes não sabem ler e escrever). Em 2009, o prefeito Clodoaldo Moura (PT) teve seu mandato cassado e foi afastado do cargo, por capacitação ilícita de sufrágio, isto é, compra e venda de votos.
Em Caxingó, outra cidade do Piauí, e a segunda maior do estado no índice de habitantes iletrados (40,8%), o prefeito Raimundo Nonato Sobrinho (PSDB) e seu vice Antônio de Pádua Ribeiro dos Santos, também foram afastados de seus cargos políticos em 2007 por compra de votos por meio de quantias de dinheiro, alimentação, combustíveis, bens materiais e prestação de serviços.
No Amazonas, foi desmascarado um esquema de compra de votos com direito a recibo, para eleger o governador José Melo (PROS), em 2014. O dinheiro, que, suspeita-se, tenha saído de cofres públicos, foi usado para reformas, festas de formatura e compras de bens materiais, tudo constando em recibos, em troca de votos ao governador. O Coronel Dan Câmara, da Secretaria de Segurança para Grandes Eventos, solicitou com urgência, às vésperas da Copa do Mundo, a contratação de um serviço no valor de 1 milhão de reais, apresentado em nota fiscal. A associação sem fins lucrativos "Agência Nacional de Segurança e Defesa", contratada para realizar o serviço, aparentemente só existe no papel. A dona da empresa, Nair Blair, foi denunciada na campanha de reeleição de José Melo.
O prefeito do município de Manicoré, também no estado do Amazonas, Lúcio Flávio do Rosário (PSD), foi denunciado pela população e políticos da oposição em dezembro de 2012, antes mesmo de assumir o cargo, juntamente com seu vice, Paulo Sérgio Machado Barbosa (PSC), também denunciado. O promotor de Justiça Eleitoral, Marcelo de Salles Martins, acusou Lúcio de compra de votos e outros crimes eleitorais.
Em 2016, o presidente da Câmara do município de Guaiçara, em São Paulo, Adriano Maitan (Mirabel), que foi eleito com 355 votos, foi investigado pela juíza Ivana Márcia de Paula e Silva, sob acusação de suposta compra de votos, devido a *vídeo* que circulou na internet, mostrando Mirabel entregando dinheiro a duas mulheres que, segundo ele, trabalharam para ele nas eleições.